# Список районов Чикаго

Зоны и районы Чикаго

Административно американский город Чикаго (штат Иллинойс) делится на 77 районов (community areas или divisions), которые географически объединены в четыре зоны — Центральная (Central), Северная сторона (North Side), Западная сторона (West Side) и Южная сторона (South Side). Северная и Южная стороны в свою очередь делятся на подзоны: в состав Норт-Сайда входят Фар-Норт-Сайд (Far North Side), Нортвест-Сайд (Northwest Side) и непосредственно Норт-Сайд; в состав Саут-Сайда — Саутвест-Сайд (Southwest Side), Фар-Саутвест-Сайд (Far Southwest Side), Фар-Саутист-Сайд (Far Southeast Side) и непосредственно Саут-Сайд. Кроме того, многие из 77 районов делятся на более мелкие районы или окрестности (neighborhoods).
Деление на 77 районов определено Комитетом социальных исследований Чикагского университета. Чикаго официально признаёт это деление. Все районы имеют чётко определённые и статичные границы. С районированием Чикаго на 77 единиц связаны проведение переписей населения и выборов, на районы замыкаются инициативы городского планирования.
До конца 1920-х годов Комитет социальных исследований установил границы 75 районов Чикаго. В 1950-х годах, в связи с присоединением к Чикаго земель международного аэропорта О’Хара, появился 76-й район. В 1980 году, в результате отделения Эджуотера от Аптауна, был образован последний, 77-й район Чикаго. С тех пор границы районов не пересматривались.     

## Фар-Норт-Сайд
| Район                            | Площадь (км²) | Население (тыс. человек) | Карта | Расовые и этнические особенности |
| Роджерс-Парк (Rogers Park)       | 4,79          | 54,4                     |       | Белые (41,9 %), чёрные (24,5 %), латиносы (24,1 %), азиаты (6,4 %). В районе имеются общины немцев, англичан, ирландцев, евреев, корейцев и ассирийцев. |
| Эджуотер (Edgewater)             | 4,43          | 54,9                     |       | Белые (54,5 %), латиносы (16,3 %), чёрные (14,3 %), азиаты (11,5 %). В районе имеются общины шведов, боснийцев, сербов, хорватов, евреев, эфиопов, эритрейцев, сомалийцев, корейцев, японцев, филиппинцев, тайцев, ливанцев, ассирийцев и кубинцев. Шведы сконцентрированы в районе Андерсонвилл (Andersonville). |
| Аптаун (Uptown)                  | 6,09          | 55,1                     |       | Белые (55,1 %), чёрные (20,8 %), латиносы (11,6 %), азиаты (8,8 %). В районе имеются общины мексиканцев, китайцев, вьетнамцев, камбоджийцев, тайцев, лаосцев, филиппинцев, корейцев, японцев, индийцев, иранцев, евреев и ассирийцев. Мексиканцы сконцентрированы в районе Шеридан-Парк (Sheridan Park), китайцы и вьетнамцы — в районе Литтл-Сайгон (Little Siagon или Little Vietnam) на Аргайл-стрит.                                                             |
| Вест-Ридж (West Ridge)           | 9,14          | 72,2                     |       | Белые (44,3 %), азиаты (23,4 %), латиносы (17,5 %), чёрные (11,2 %). В районе имеются общины евреев (особенно хасидов), ирландцев, немцев, индийцев, пакистанцев, бангладешцев, ассирийцев, русских, филиппинцев, корейцев и японцев. Евреи сконцентрированы в районах Голден-Гетто (Golden Ghetto) и Вест-Роджерс-Парк (West Rogers Park), индийцы и другие выходцы из Южной Азии — в районе Литтл-Индия (Little India) вдоль Девон-авеню.                          |
| Линкольн-Сквер (Lincoln Square)  | 6,66          | 40,7                     |       | Белые (64,8 %), латиносы (17,6 %), азиаты (11 %), чёрные (3,4 %). В районе имеются общины немцев, шведов, поляков, французов, ливанцев, корейцев, филиппинцев, тайцев и камбоджийцев. |
| Норт-Парк (North Park)           | 5,36          | 18,4                     |       | Белые (50,7 %), азиаты (24,6 %), латиносы (19,7 %), чёрные (2,6 %). В районе имеются общины евреев, поляков, шведов, корейцев и мексиканцев. |
| Олбани-Парк (Albany Park)        | 5,00          | 52,1                     |       | Латиносы (48 %), белые (29,5 %), азиаты (15,8 %), чёрные (4,3 %). В районе имеются общины мексиканцев, гватемальцев, эквадорцев, колумбийцев, камбоджийцев, филиппинцев, корейцев, вьетнамцев, индийцев, пакистанцев, бирманцев, иракцев, иранцев, ливанцев, палестинцев, ассирийцев, сомалийцев, евреев, поляков, ирландцев, сербов, хорватов, боснийцев, румынов. Корейцы сконцентрированы в районе Сеул-драйв (Seoul Drive или Little Seoul) вдоль Лоуренс-авеню. |
| Форест-Глен (Forest Glen)        | 8,31          | 18,4                     |       | Белые (71,8 %), азиаты (13,4 %), латиносы (11,9 %), чёрные (1 %). |
| Джефферсон-Парк (Jefferson Park) | 6,09          | 27,2                     |       | Белые (65,1 %), латиносы (22,8 %), азиаты (9 %), чёрные (0,9 %). В районе имеются общины поляков, евреев, немцев и мексиканцев. |
| Норвуд-Парк (Norwood Park)       | 11,11         | 36,2                     |       | Белые (80,8 %), латиносы (11,8 %), азиаты (4,2 %), чёрные (0,9 %). В районе имеются общины поляков, сербов и мексиканцев. Сербы сконцентрированы в районе на Сербиэн-роуд, вокруг православного собора. |
| Эдисон-Парк (Edison Park)        | 3,03          | 11,2                     |       | Белые (87,3 %), латиносы (9,5 %), азиаты (1,5 %), чёрные (1,1 %). В районе имеются общины немцев, англичан и поляков. |
| О’Хара (O'Hare)                  |               | 13,7                     |       | Белые (75,3 %), азиаты (11 %), латиносы (8,5 %), чёрные (0,8 %). |

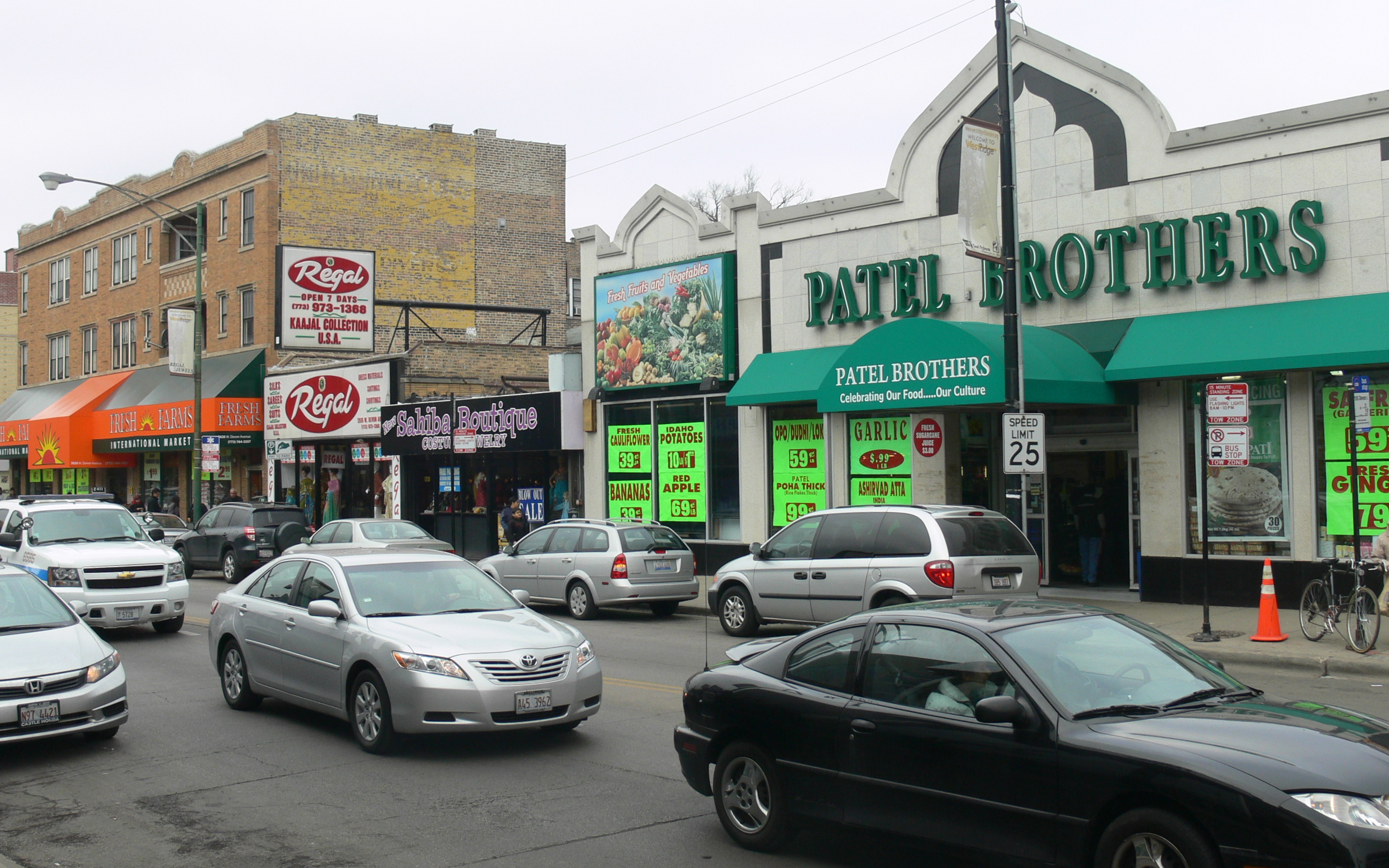
Индийский квартал (Вест-Ридж)
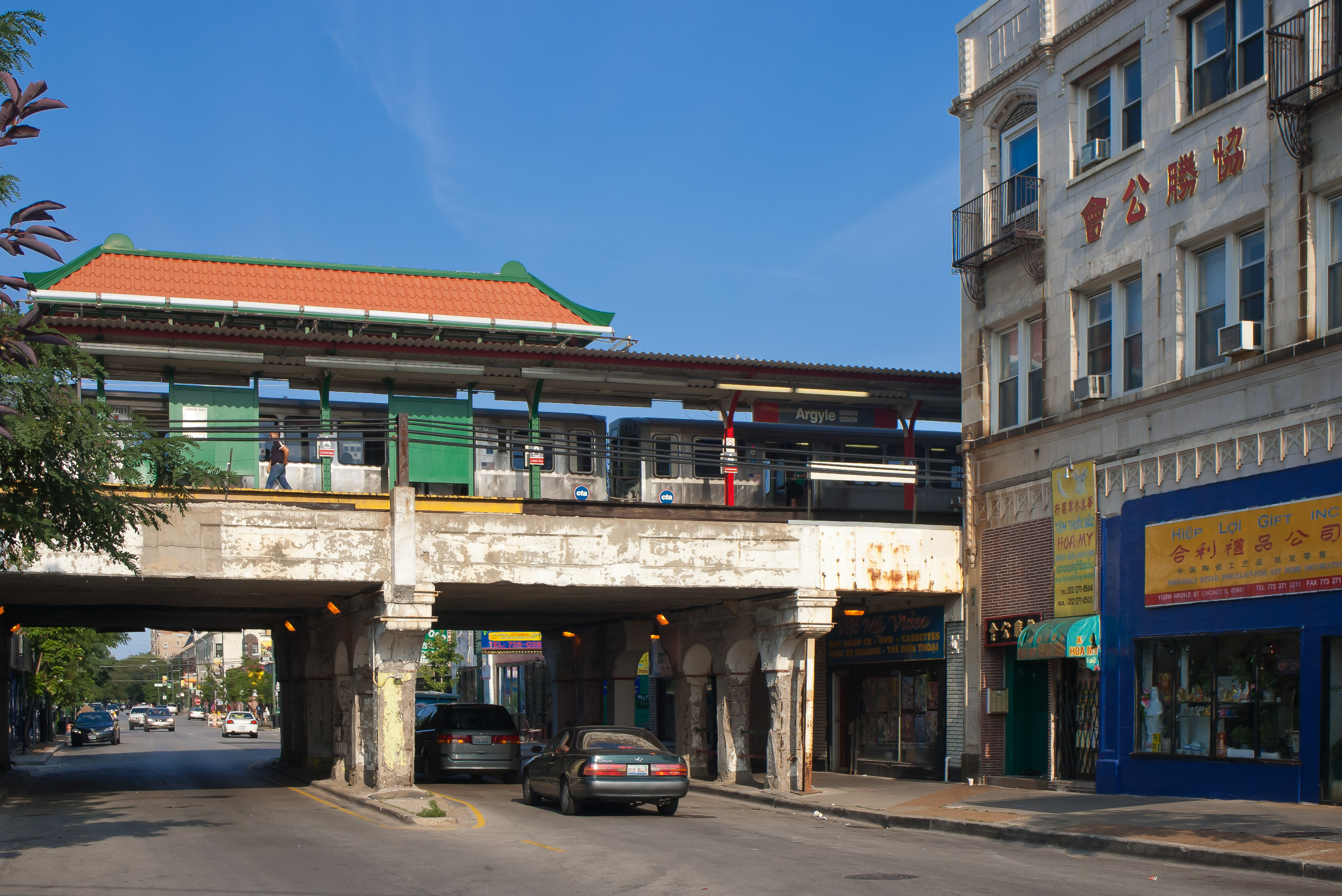
Китайский квартал (Аптаун)

## Нортвест-Сайд
| Район                            | Площадь (км²) | Население (тыс. человек) | Карта | Расовые и этнические особенности |
| Ирвинг-Парк (Irving Park)        | 8,37          | 56,5                     |       | Латиносы (46,6 %), белые (40,1 %), азиаты (8,2 %), чёрные (2,2 %). В районе имеются общины мексиканцев, поляков, ирландцев, сербов, филиппинцев и корейцев. Поляки сконцентрированы в районах Литтл-Кашубия (Little Cassubia) и Вилла (The Villa), сербы — в районе на Ирвинг-Парк-роуд. |
| Хермоса (Hermosa)                | 3,03          | 25,5                     |       | Латиносы (88,2 %), белые (7,4 %), чёрные (1,5 %), азиаты (1,4 %). В районе имеются общины пуэрториканцев, мексиканцев, гватемальцев, эквадорцев, гондурасцев, поляков, ирландцев, немцев и шведов.                                                                                       |
| Портидж-Парк (Portage Park)      | 10,31         | 64,8                     |       | Белые (50,3 %), латиносы (41,8 %), азиаты (4,4 %), чёрные (1,3 %). В районе имеются общины поляков, мексиканцев, пуэрториканцев, ирландцев, итальянцев, немцев и шведов. |
| Белмонт-Крейгин (Belmont Cragin) | 10,20         | 79,1                     |       | Латиносы (80 %), белые (14,2 %), чёрные (3,1 %), азиаты (1,5 %). В районе имеются общины мексиканцев, пуэрториканцев, поляков, итальянцев, греков, ирландцев, немцев и шведов. |
| Даннинг (Dunning)                | 9,71          | 43,0                     |       | Белые (65,9 %), латиносы (26,6 %), азиаты (4,1 %), чёрные (2,4 %). В районе имеются общины поляков, итальянцев, немцев и шведов. |
| Монтклэр (Montclare)             | 2,56          | 13,0                     |       | Латиносы (62,3 %), белые (27,9 %), азиаты (4,7 %), чёрные (4,4 %). В районе имеется община итальянцев. |

## Норт-Сайд
| Район                        | Площадь (км²) | Население (тыс. человек) | Карта | Расовые и этнические особенности |
| Лейквью (Lake View)          | 8,18          | 98,2                     |       | Белые (79,6 %), латиносы (7,3 %), азиаты (6,9 %), чёрные (3,5 %). В районе имеются общины евреев, немцев, шведов, пуэрториканцев, корейцев, японцев и тайцев. |
| Линкольн-Парк (Lincoln Park) | 8,26          | 66,9                     |       | Белые (80,2 %), латиносы (6,6 %), азиаты (5,7 %), чёрные (4,8 %). В районе имеются общины поляков, немцев, итальянцев, евреев, пуэрториканцев и корейцев. |
| Норт-Сентер (North Center)   | 5,36          | 34,6                     |       | Белые (76 %), латиносы (14,4 %), азиаты (4,3 %), чёрные (1,9 %). В районе имеются общины немцев, поляков, чехов, румын, сербов, хорватов, греков и французов. |
| Эйвондейл (Avondale)         | 5,18          | 39,7                     |       | Латиносы (61,8 %), белые (31 %), азиаты (3,2 %), чёрные (2,1 %). В районе имеются общины мексиканцев, пуэрториканцев, сальвадорцев, филиппинцев, поляков, чехов, словаков, украинцев, белорусов, итальянцев, немцев и шведов. Поляки и другие славяне сконцентрированы в районах Полиш-Виллидж (Polish Village) и Костюшко-Парк (Kosciuszko Park), мексиканцы — в районе Белмонт-Гарденс (Belmont Gardens). |
| Логан-Сквер (Logan Square)   | 8,37          | 73,7                     |       | Латиносы (46,9 %), белые (43,6 %), чёрные (4,7 %), азиаты (2,7 %). В районе имеются общины мексиканцев, пуэрториканцев, кубинцев, поляков, сербов, белорусов, евреев, норвежцев и немцев. Поляки сконцентрированы в районе Бактаун (Bucktown). |

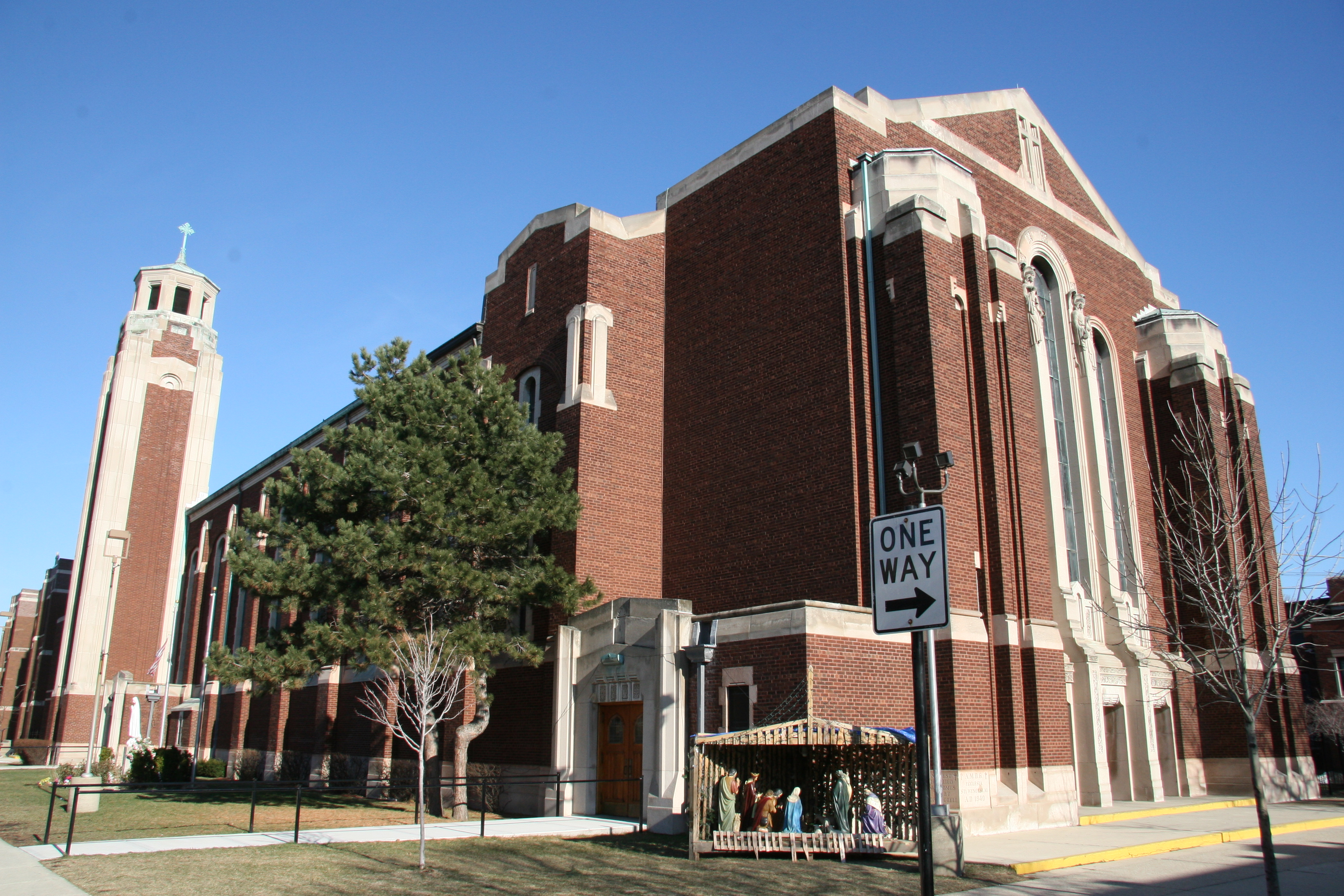
Польский квартал (Эйвондейл)
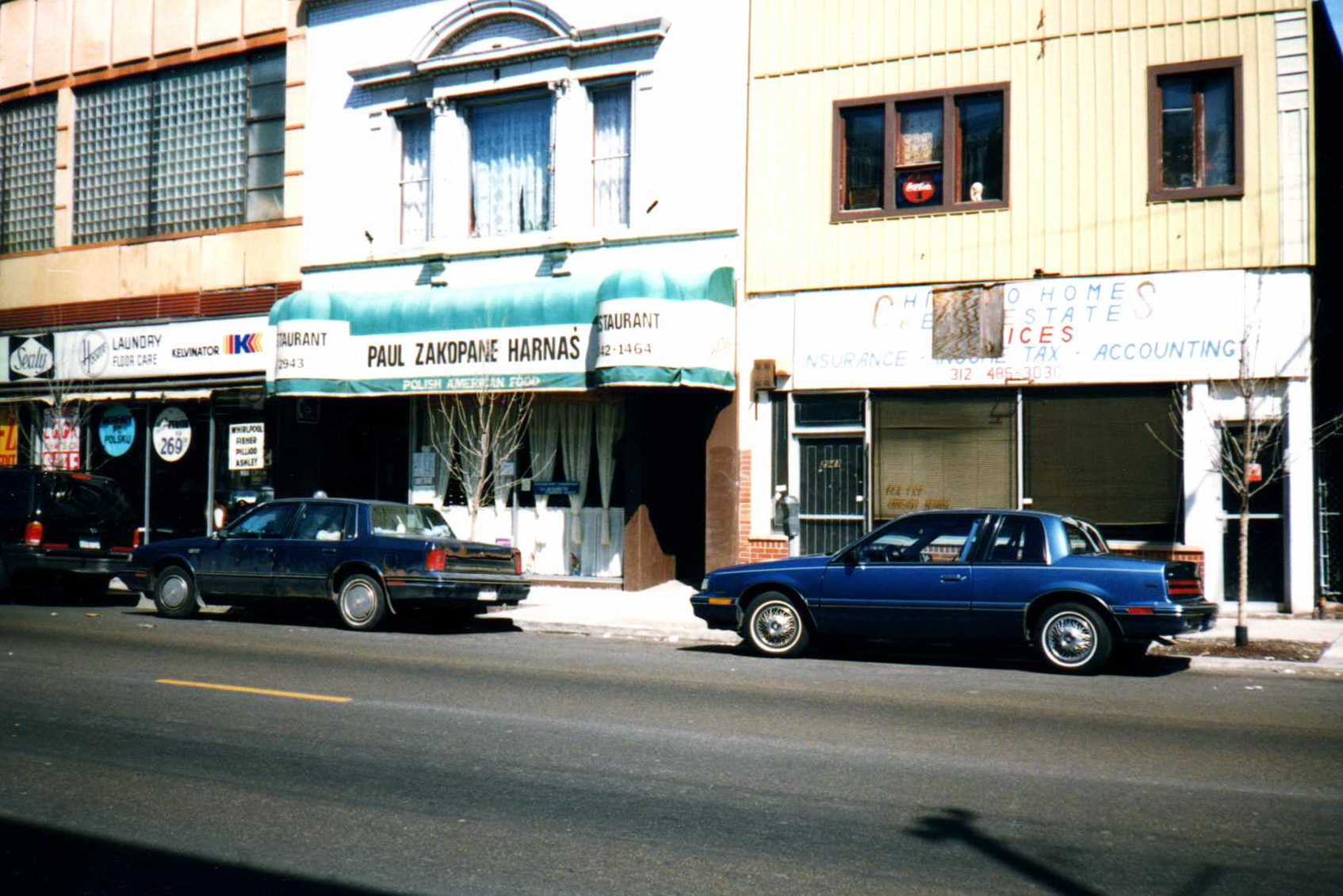
Польский квартал (Эйвондейл)
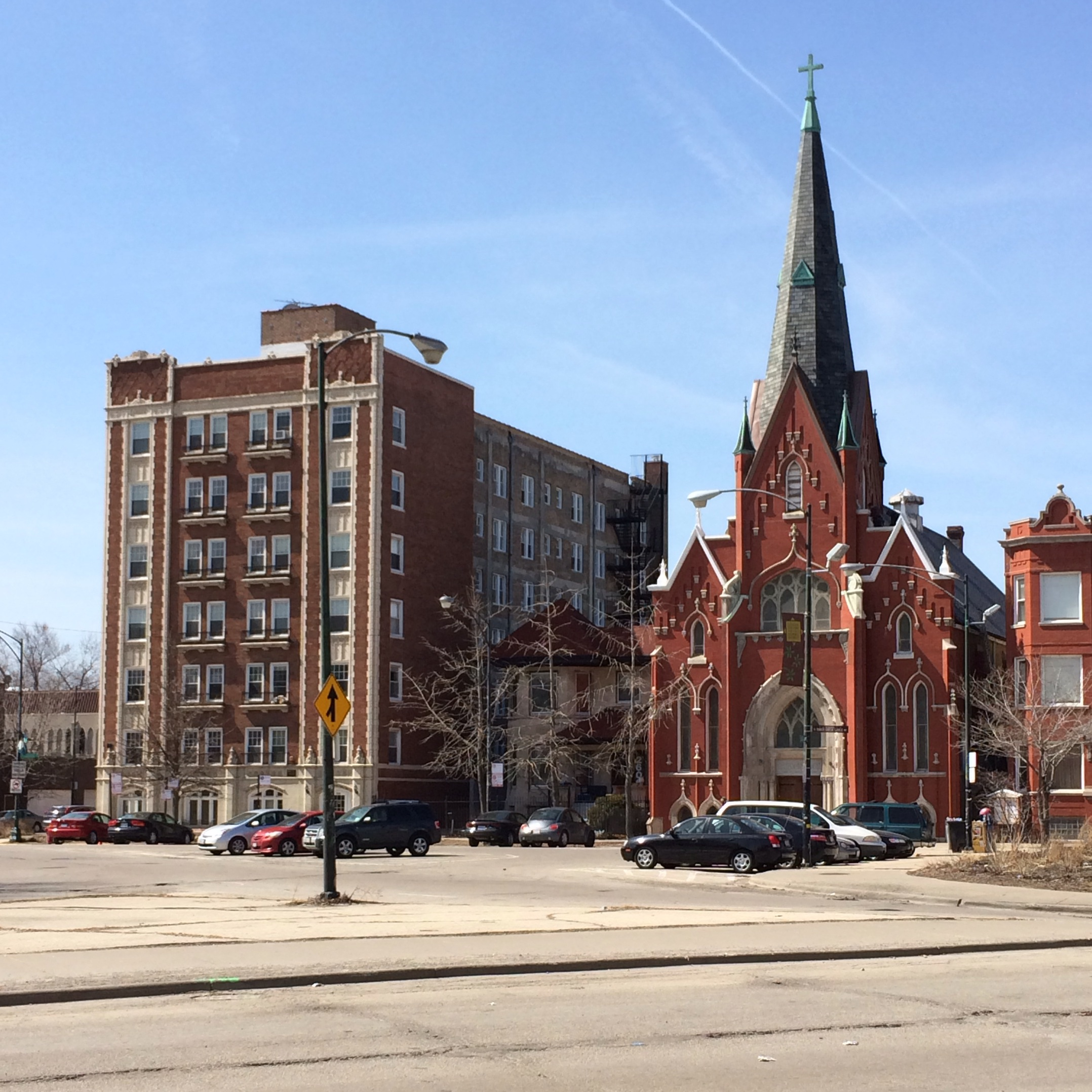
Норвежский квартал (Логан-Сквер)

## Вест-Сайд
| Район                                  | Площадь (км²) | Население (тыс. человек) | Карта | Расовые и этнические особенности |
| Вест-Таун (West Town)                  | 11,84         | 86,4                     |       | Белые (58,5 %), латиносы (27 %), чёрные (7,5 %), азиаты (4,1 %). В районе имеются общины поляков, украинцев, русских, словаков, сербов, пуэрториканцев, итальянцев, ирландцев, немцев и норвежцев. Поляки сконцентрированы в районах Пуласки-Парк (Pulaski Park), Ривер-Вест (River West) и Ист-Виллидж (East Village), украинцы — в районе Юкрейниан-Виллидж (Ukrainian Village), пуэрториканцы — в районах Викер-Парк (Wicker Park) и Ист-Гумбольдт-Парк (East Humboldt Park), итальянцы — в районе Смит-Парк (Smith Park). |
| Нир-Вест-Сайд (Near West Side)         | 14,89         | 61,7                     |       | Белые (41,9 %), чёрные (30,4 %), азиаты (15,6 %), латиносы (10 %). В районе имеются общины итальянцев, греков, поляков, мексиканцев, ирландцев и французов. Греки сконцентрированы в районе Гриктаун (Greektown) вдоль Саут-Хэлстед-стрит, итальянцы — в районе Литтл-Итали (Little Italy) вдоль Тейлор-стрит. |
| Лоуэр-Вест-Сайд (Lower West Side)      | 7,25          | 34,4                     |       | Латиносы (80,5 %), белые (13,4 %), чёрные (3,2 %), азиаты (1,7 %). В районе имеются общины мексиканцев, поляков, итальянцев, ирландцев, немцев и чехов. Мексиканцы сконцентрированы в районе Пилсен (Pilsen) вдоль 18-й улицы, итальянцы — в районе Литтл-Тоскана (Little Tuscany). |
| Гумбольдт-Парк (Humboldt Park)         | 9,32          | 55,0                     |       | Латиносы (52 %), чёрные (40,9 %), белые (5,4 %), азиаты (0,5 %). В районе имеются общины пуэрториканцев, мексиканцев, доминиканцев, поляков, евреев и норвежцев. Пуэрториканцы сконцентрированы в районе Пасео-Борикуа (Paseo Boricua) на Дивижн-стрит. |
| Ист-Гарфилд-Парк (East Garfield Park)  | 5,02          | 20,6                     |       | Чёрные (91,3 %), белые (4,3 %), латиносы (3,5 %), азиаты (0,3 %). |
| Вест-Гарфилд-Парк (West Garfield Park) | 3,32          | 17,7                     |       | Чёрные (95,6 %), латиносы (2 %), белые (1,8 %), азиаты (0,3 %). |
| Норт-Лондейл (North Lawndale)          | 8,29          | 35,3                     |       | Чёрные (89 %), латиносы (7 %), белые (2,3 %), азиаты (0,3 %). В районе имеются общины пуэрториканцев, поляков, евреев и чехов. |
| Саут-Лондейл (South Lawndale)          | 11,5          | 73,8                     |       | Латиносы (85,2 %), чёрные (11,1 %), белые (3,1 %), азиаты (0,2 %). В районе имеются общины мексиканцев, пуэрториканцев, поляков и чехов. Мексиканцы сконцентрированы в районах Литтл-Виллидж (Little Village или La Villita) вдоль 26-й улицы и Маршалл-Сквер (Marshall Square). |
| Остин (Austin)                         | 18,54         | 97,6                     |       | Чёрные (83 %), латиносы (11,4 %), белые (4,5 %), азиаты (0,5 %). В районе имеются общины мексиканцев, пуэрториканцев, итальянцев, греков и поляков. Чёрные сконцентрированы в районах Айленд (The Island) и Саут-Остин (South Austin), мексиканцы и итальянцы — в районе Гэйлвуд (Galewood). |

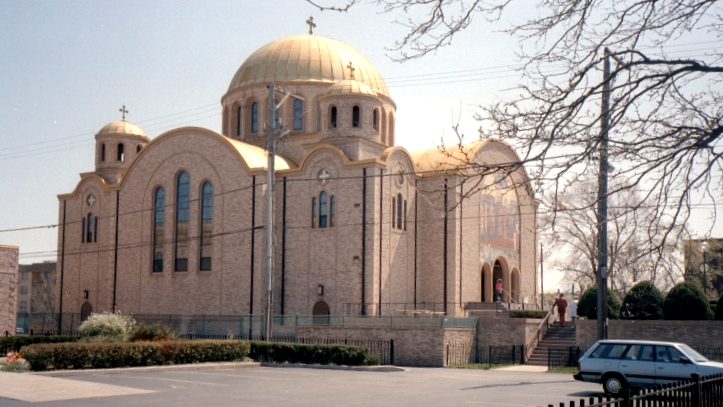
Украинский квартал (Вест-Таун)
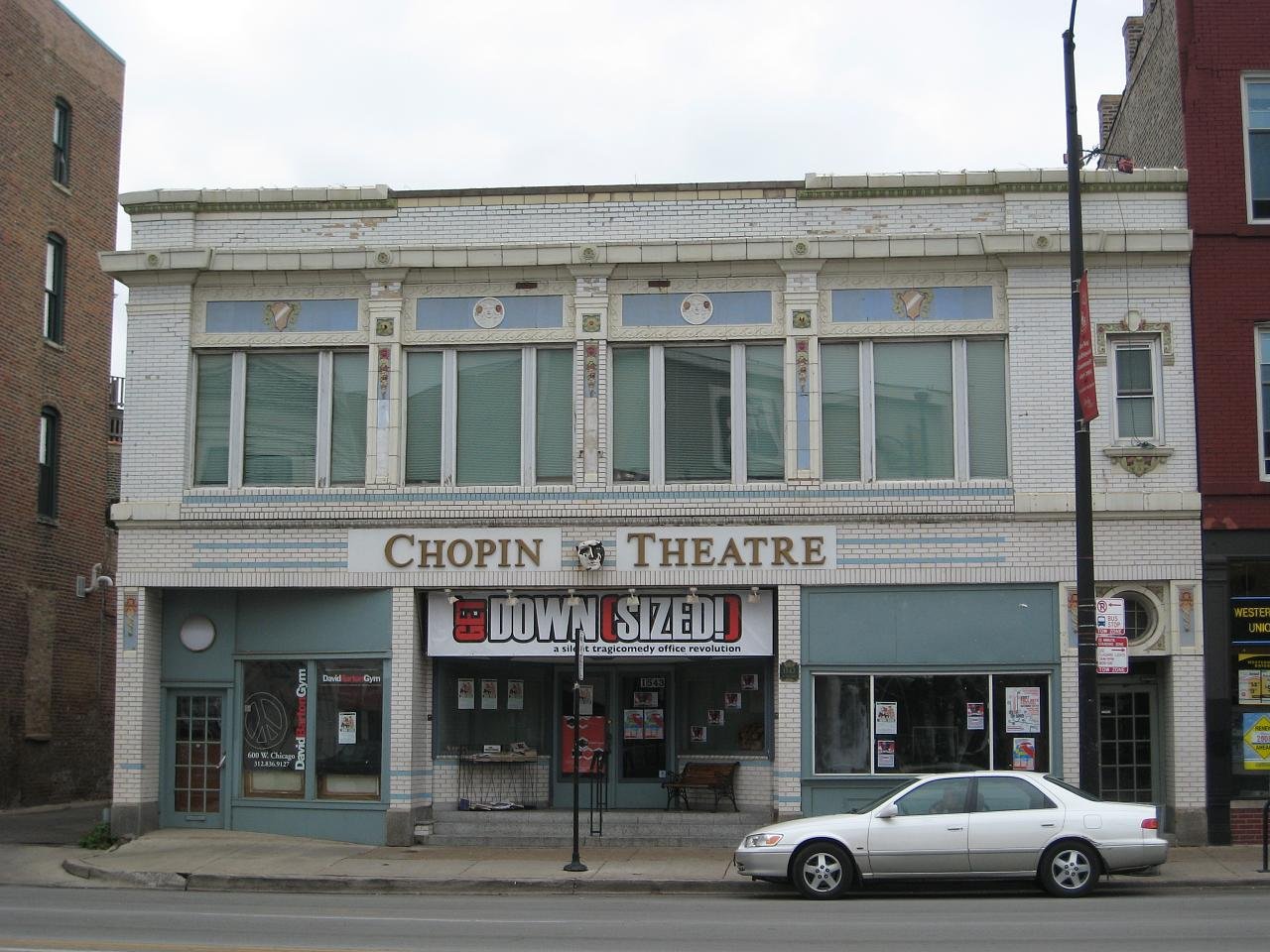
Польский квартал (Вест-Таун)
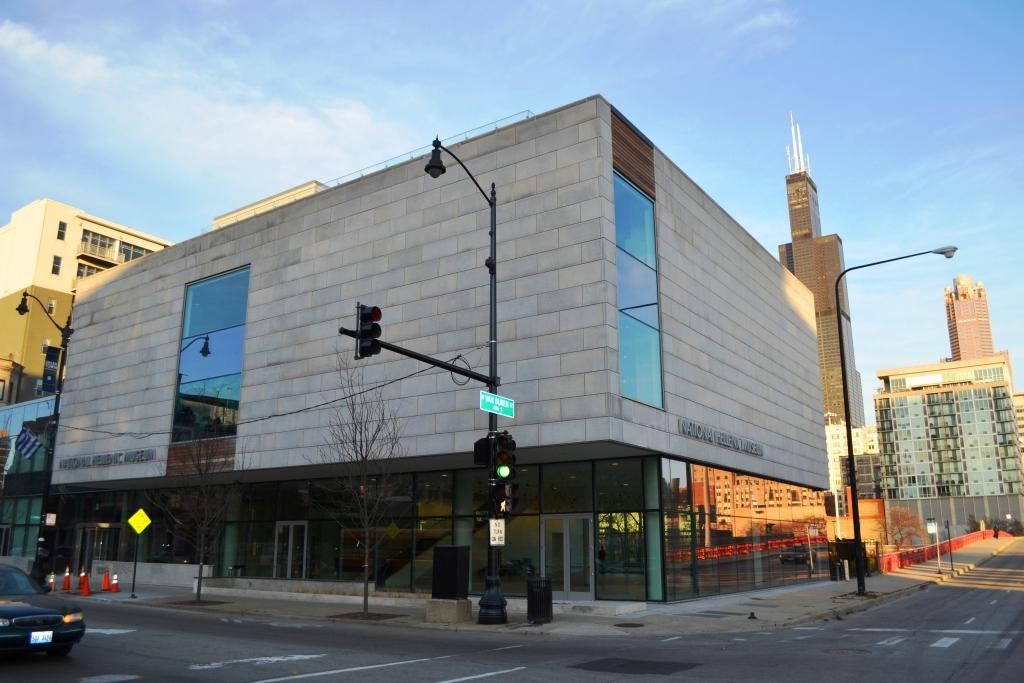
Греческий квартал (Нир-Вест-Сайд)

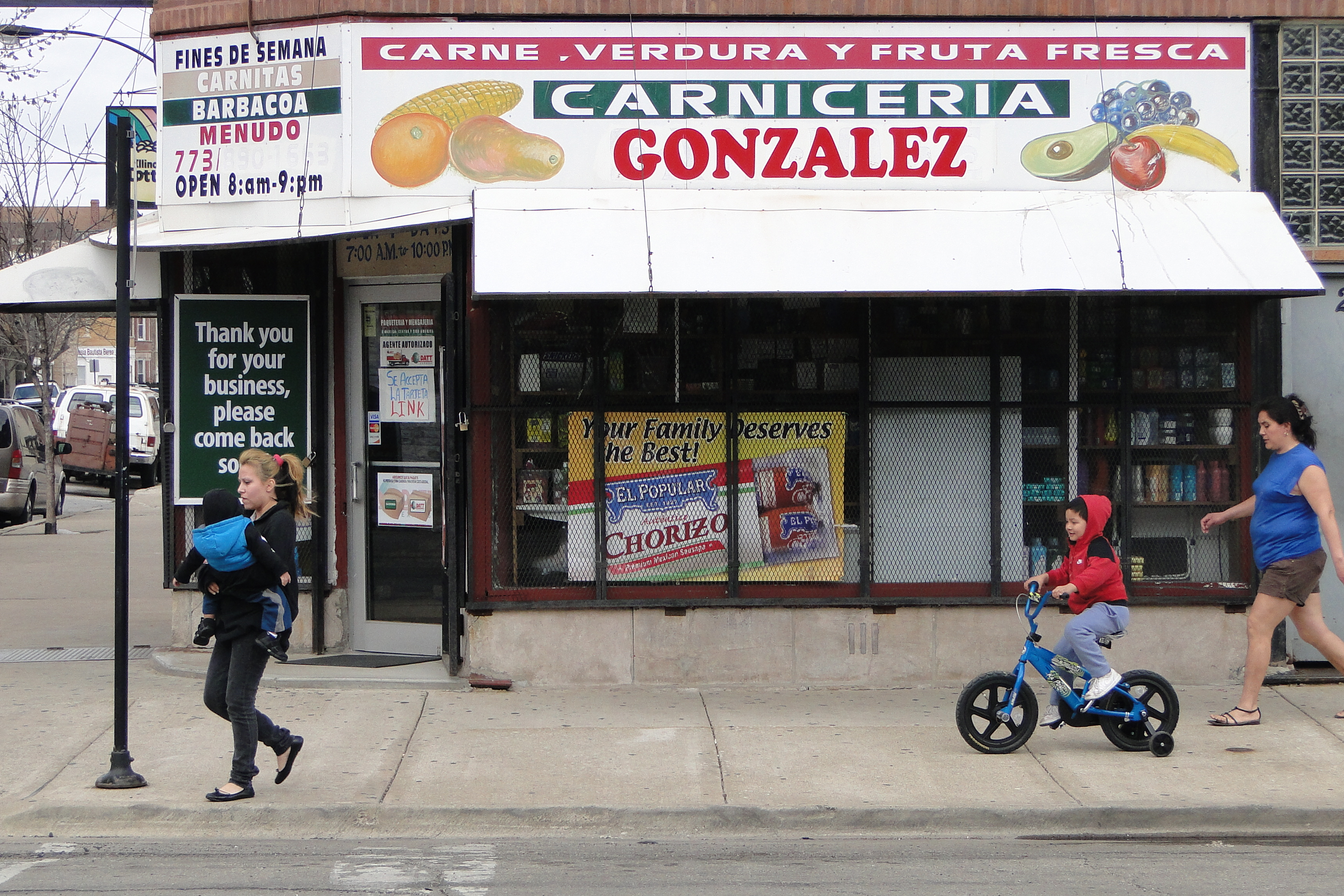
Мексиканский квартал (Ловер-Вест-Сайд)
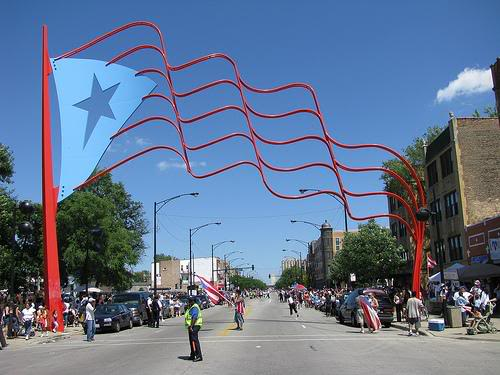
Пуэрто-риканский квартал (Гумбольдт-Парк)
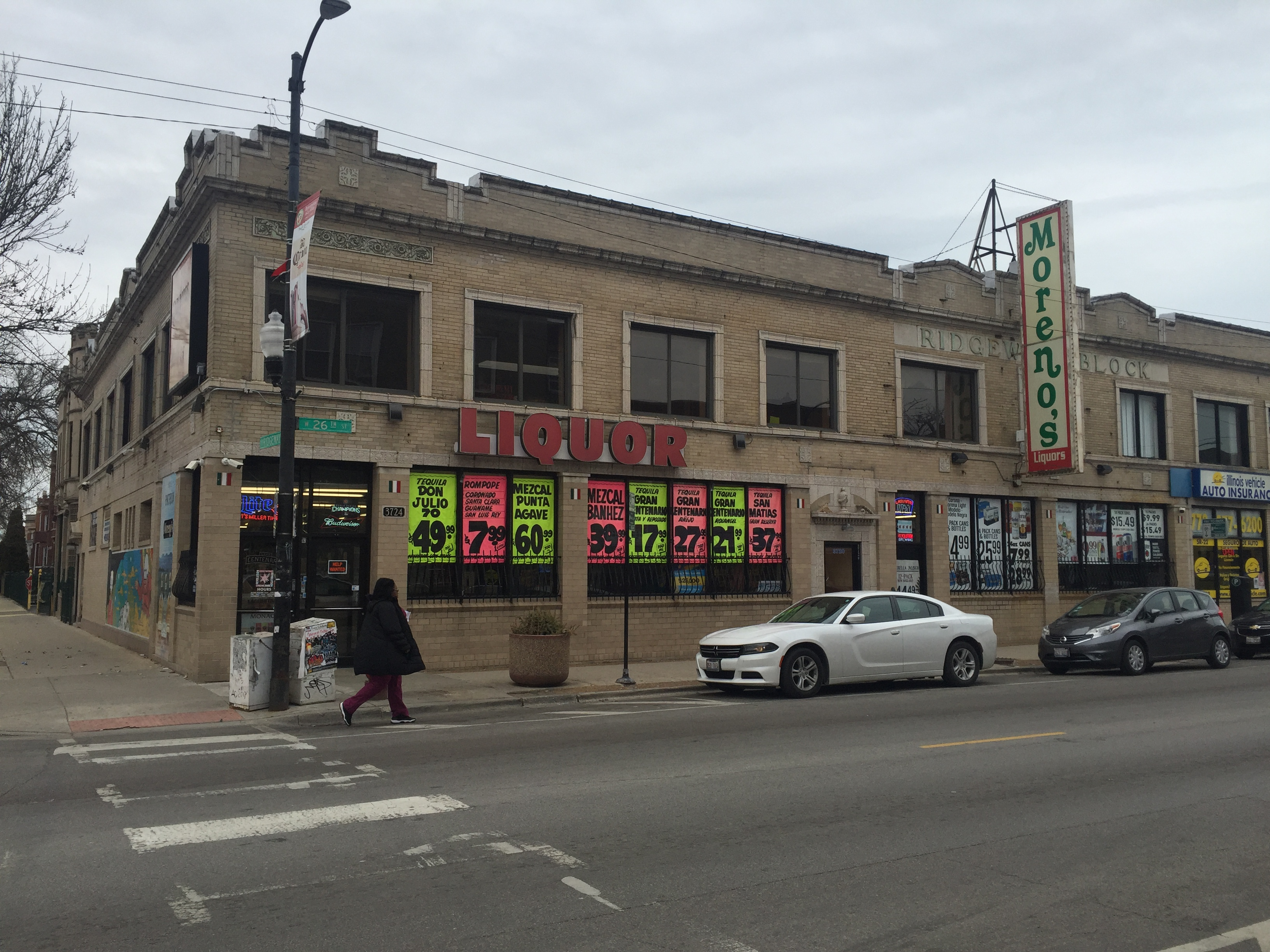
Мексиканский квартал (Саут-Лондейл)

## Сентрал
| Район                           | Площадь (км²) | Население (тыс. человек) | Карта | Расовые и этнические особенности |
| Нир-Норт-Сайд (Near North Side) | 7,04          | 85,7                     |       | Белые (71,6 %), азиаты (11,3 %), чёрные (9,2 %), латиносы (5,3 %). В районе имеются общины итальянцев, англичан, ирландцев, немцев, поляков, евреев, пуэрториканцев, тайцев, японцев и ассирийцев. Белые сконцентрированы в богатых районах Голд-Кост (Gold Coast), Олд-Таун (Old Town), Стритвилл (Streeterville) и Ривер-Норт (River North). |
| Чикаго-Луп (Chicago Loop)       | 4,09          | 33,4                     |       | Белые (60,9 %), азиаты (17,1 %), чёрные (12,4 %), латиносы (6,4 %). |
| Нир-Саут-Сайд (Near South Side) | 4,53          | 22,4                     |       | Белые (46,4 %), чёрные (24 %), азиаты (19,9 %), латиносы (6,2 %). В районе имеются общины китайцев и итальянцев. |

## Саут-Сайд
| Район                                           | Площадь (км²) | Население (тыс. человек) | Карта | Расовые и этнические особенности |
| Дуглас (Douglas)                                | 4,33          | 20,3                     |       | Чёрные (70,7 %), азиаты (14,3 %), белые (10,7 %), латиносы (2,4 %). Чёрные сконцентрированы в районе Бронзвилл (Bronzeville).                                                                                          |
| Армор-Сквер (Armour Square)                     | 2,56          | 14,1                     |       | Азиаты (73,4 %), белые (11 %), чёрные (9,6 %), латиносы (3,1 %). В районе имеются общины китайцев, итальянцев и хорватов. Китайцы сконцентрированы в районе Чайнатаун (Chinatown).                                     |
| Бриджпорт (Bridgeport)                          | 5,44          | 33,9                     |       | Азиаты (34,5 %), белые (31,9 %), латиносы (28,2 %), чёрные (2,8 %). В районе имеются общины китайцев, ирландцев, литовцев, поляков, итальянцев и мексиканцев. Литовцы сконцентрированы в районе вдоль Литуаника-авеню. |
| Окленд (Oakland)                                | 1,55          | 6,4                      |       | Чёрные (92,6 %), латиносы (3,3 %), белые (2,2 %), азиаты (1,7 %). В районе имеются общины ирландцев, немцев и евреев. Чёрные сконцентрированы в районе Бронзвилл (Bronzeville).                                        |
| Кенвуд (Kenwood)                                | 2,82          | 17,6                     |       | Чёрные (67,7 %), белые (16,9 %), азиаты (8,6 %), латиносы (3,8 %). В районе имеются общины евреев и мексиканцев. |
| Гайд-Парк (Hyde Park)                           | 4,27          | 26,9                     |       | Белые (46,8 %), чёрные (29,9 %), азиаты (12,1 %), латиносы (7 %). В районе имеются общины евреев, тайцев, японцев и корейцев. Белые и азиаты сконцентрированы к югу от 55-й улицы, чёрные — к северу от неё.           |
| Гранд-Бульвар (Grand Boulevard)                 | 4,48          | 22,4                     |       | Чёрные (90,6 %), белые (3,2 %), латиносы (2,6 %), азиаты (0,5 %). Чёрные сконцентрированы в районе Бронзвилл (Bronzeville).                                                                                            |
| Фуллер-Парк (Fuller Park)                       | 1,84          | 2,5                      |       | Чёрные (89,4 %), латиносы (7,1 %), белые (2,8 %), азиаты (0,6 %). В районе имеются общины мексиканцев, поляков, ирландцев и немцев.                                                                                    |
| Вашингтон-Парк (Washington Park)                | 3,83          | 12,1                     |       | Чёрные (96 %), латиносы (1,3 %), белые (0,4 %), азиаты (0,1 %). |
| Вудлон (Woodlawn)                               | 5,36          | 24,1                     |       | Чёрные (84,7 %), белые (7,7 %), азиаты (3,1 %), латиносы (2,4 %). |
| Саут-Шор (South Shore)                          | 7,69          | 51,4                     |       | Чёрные (93,5 %), белые (2,1 %), латиносы (1,7 %), азиаты (0,4 %). В районе имеются общины ирландцев, немцев и евреев.                                                                                                  |
| Грейтер-Гранд-Кроссинг (Greater Grand Crossing) | 9,22          | 32,3                     |       | Чёрные (96,1 %), белые (1,4 %), латиносы (1,1 %), азиаты (0,1 %). |

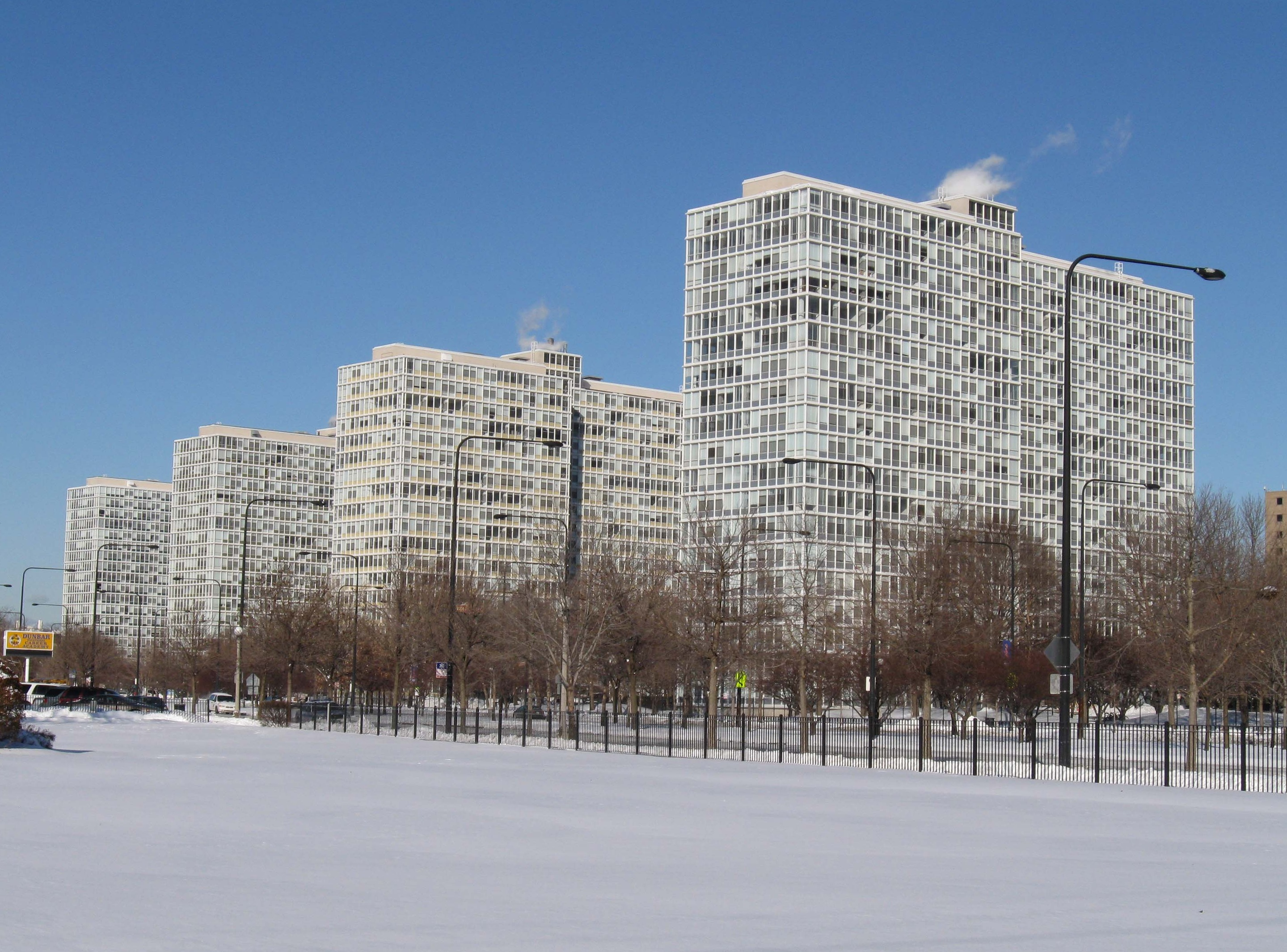
Чёрный квартал (Дуглас)
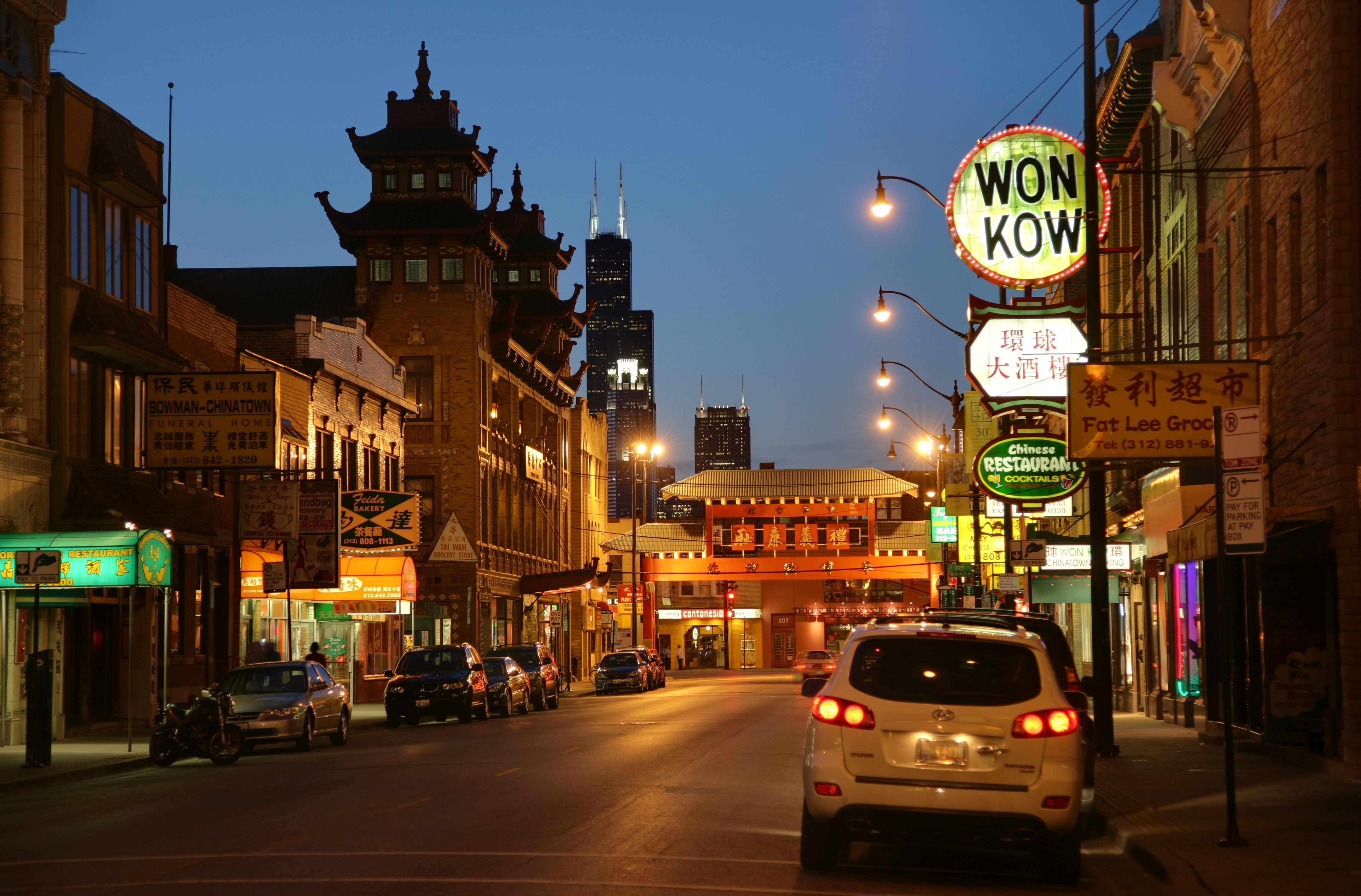
Китайский квартал (Армор-Сквер)
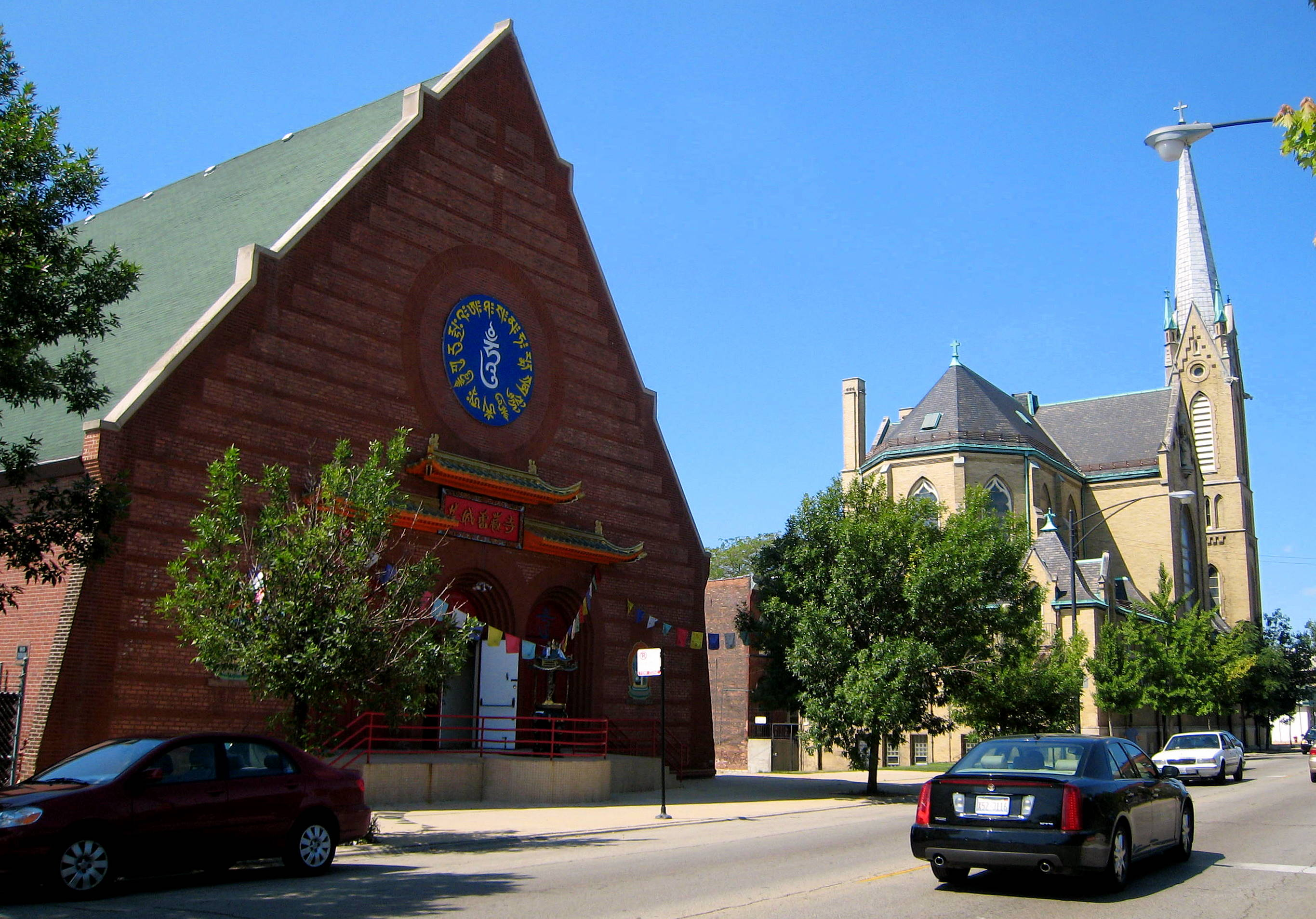
Китайский квартал (Бриджпорт)

## Саутвест-Сайд
| Район                          | Площадь (км²) | Население (тыс. человек) | Карта | Расовые и этнические особенности |
| Мак-Кинли-Парк (McKinley Park) | 3,63          | 16,3                     |       | Латиносы (58,8 %), азиаты (19,2 %), белые (17,2 %), чёрные (3,1 %). В районе имеются общины мексиканцев, китайцев, поляков, ирландцев, немцев, шведов и валлийцев. |
| Нью-Сити (New City)            | 12,59         | 41,0                     |       | Латиносы (60,9 %), чёрные (24 %), белые (12,3 %), азиаты (1,9 %). В районе имеются общины мексиканцев, ирландцев, литовцев, поляков, чехов и словаков. |
| Энглвуд (Englewood)            | 8,00          | 26,1                     |       | Чёрные (95 %), латиносы (2,6 %), белые (0,8 %), азиаты (0,3 %). |
| Вест-Энглвуд (West Englewood)  | 8,16          | 32,1                     |       | Чёрные (93,2 %), латиносы (4,9 %), белые (0,7 %), азиаты (0,1 %). |
| Брайтон-Парк (Brighton Park)   | 7,04          | 44,2                     |       | Латиносы (85,1 %), азиаты (6,7 %), белые (6,4 %), чёрные (1,5 %). В районе имеются общины мексиканцев, поляков, литовцев и итальянцев. |
| Гейдж-Парк (Gage Park)         | 5,80          | 41,2                     |       | Латиносы (92,3 %), белые (3,5 %), чёрные (3,3 %), азиаты (0,8 %). В районе имеются общины мексиканцев, арабов, поляков и ирландцев. |
| Чикаго-Лон (Chicago Lawn)      | 9,04          | 55,5                     |       | Латиносы (47,5 %), чёрные (47 %), белые (3,4 %), азиаты (1 %). В районе имеются общины мексиканцев, палестинцев, сирийцев, ливанцев, иорданцев, евреев, поляков, литовцев, ирландцев, чехов и немцев. Литовцы сконцентрированы в районе Литуаниан-Плаза, арабы — в районе вдоль 63-й стрит. |
| Арчер-Хайтс (Archer Heights)   | 5,21          | 13,2                     |       | Латиносы (76,2 %), белые (19,4 %), азиаты (2,9 %), чёрные (0,9 %). В районе имеются общины мексиканцев, поляков, итальянцев, евреев и чехов. |
| Вест-Элсдон (West Elsdon)      | 3,06          | 19,2                     |       | Латиносы (80,1 %), белые (16,9 %), азиаты (1,6 %), чёрные (1,4 %). В районе имеются общины мексиканцев, поляков, ирландцев и немцев. |
| Вест-Лон (West Lawn)           | 7,72          | 32,7                     |       | Латиносы (80,6 %), белые (15,2 %), чёрные (3,3 %), азиаты (0,5 %). В районе имеются общины мексиканцев, поляков, арабов, ирландцев, итальянцев, немцев, литовцев и чехов. |
| Гарфилд-Ридж (Garfield Ridge)  | 10,96         | 35,6                     |       | Белые (47,3 %), латиносы (46,6 %), чёрные (4,1 %), азиаты (1,2 %). В районе имеются общины поляков, ирландцев и мексиканцев. |
| Клиринг (Clearing)             | 6,63          | 24,9                     |       | Латиносы (49,5 %), белые (47,6 %), азиаты (1,3 %), чёрные (0,6 %). В районе имеется община ирландцев. |

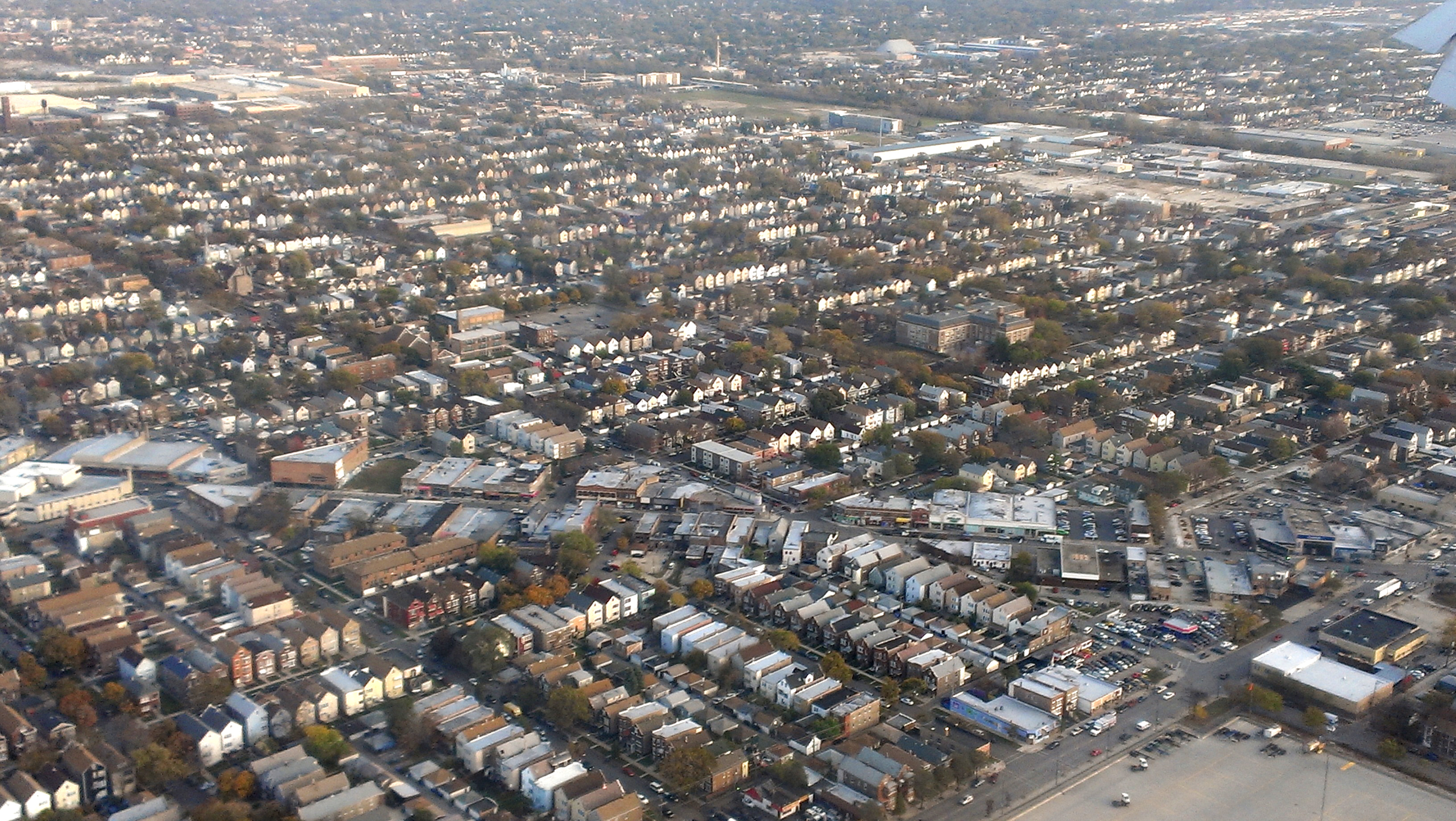
Мексиканский квартал (Брайтон-Парк)
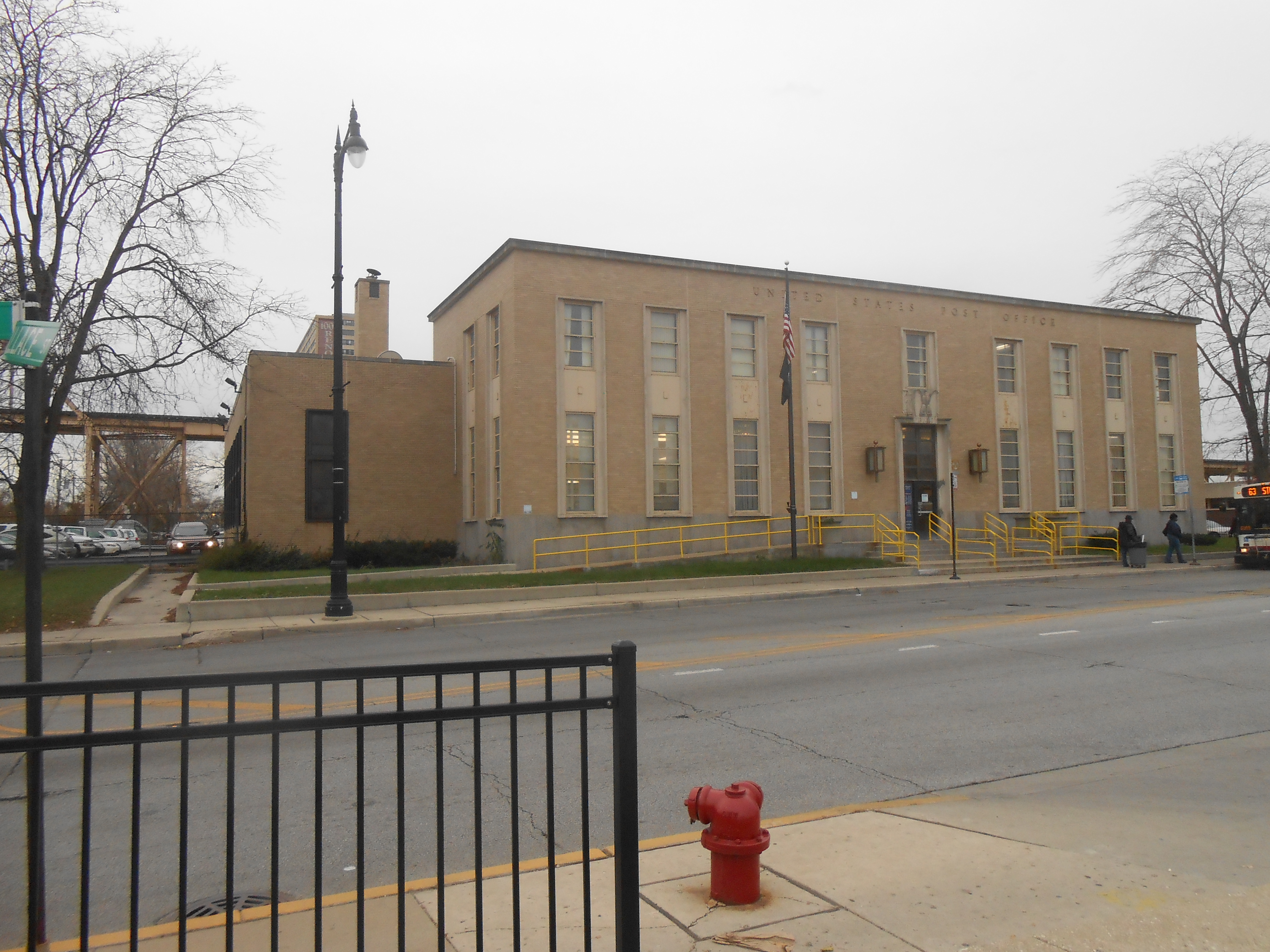
Чёрный квартал (Энглвуд)
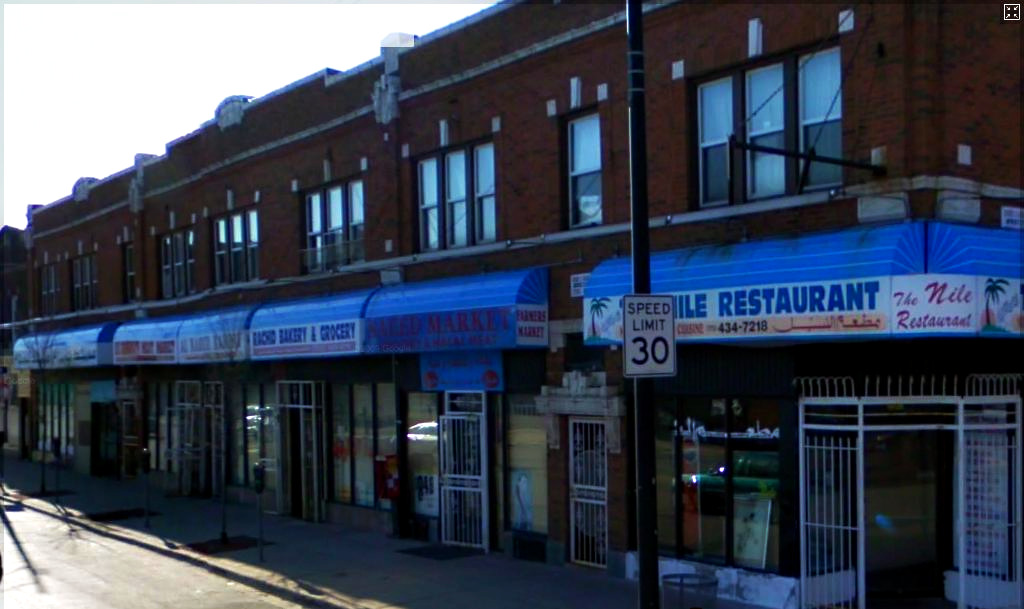
Арабский квартал (Чикаго-Лон)

## Фар-Саутвест-Сайд
| Район                                | Площадь (км²) | Население (тыс. человек) | Карта | Расовые и этнические особенности |
| Ашберн (Ashburn)                     | 12,61         | 42,7                     |       | Чёрные (48,7 %), латиносы (36,2 %), белые (13 %), азиаты (0,7 %). В районе имеются общины мексиканцев и ирландцев. Чёрные сконцентрированы в районе Райтвуд (Wrightwood), ирландцы — в районе Скоттсдейл (Scottsdale). |
| Оберн-Гришам (Auburn Gresham)        | 9,76          | 45,8                     |       | Чёрные (96,9 %), латиносы (1,5 %), белые (0,5 %), азиаты (0,3 %). |
| Вашингтон-Хайтс (Washington Heights) | 7,43          | 27,1                     |       | Чёрные (95,8 %), белые (1,3 %), латиносы (1,1 %), азиаты (0,0 %). |
| Беверли (Beverly)                    | 8,29          | 20,8                     |       | Белые (55,7 %), чёрные (34,9 %), латиносы (6,8 %), азиаты (0,5 %). В районе имеются общины ирландцев и мексиканцев. |
| Морган-Парк (Morgan Park)            | 8,26          | 22,9                     |       | Чёрные (66 %), белые (28,6 %), латиносы (2,8 %), азиаты (0,2 %). В районе имеется община ирландцев. |
| Маунт-Гринвуд (Mount Greenwood)      | 7,07          | 18,8                     |       | Белые (86,7 %), латиносы (6,4 %), чёрные (3,5 %), азиаты (2 %). В районе имеются общины ирландцев и мексиканцев. |

## Фар-Саутист-Сайд
| Район                            | Площадь (км²) | Население (тыс. человек) | Карта | Расовые и этнические особенности |
| Саут-Чикаго (South Chicago)      | 8,65          | 28,1                     |       | Чёрные (74,1 %), латиносы (21,7 %), белые (2,8 %), азиаты (0,4 %). В районе имеются общины мексиканцев, поляков, ирландцев и итальянцев.                                                                                                  |
| Авалон-Парк (Avalon Park)        | 7,69          | 9,8                      |       | Чёрные (97,4 %), латиносы (0,6 %), азиаты (0,6 %), белые (0,5 %). |
| Кальюмет-Хайтс (Calumet Heights) | 4,58          | 13,7                     |       | Чёрные (93,5 %), латиносы (3,2 %), белые (2,2 %), азиаты (0,1 %). В районе имеются общины мексиканцев, поляков, итальянцев и сербов. |
| Бёрнсайд (Burnside)              | 1,61          | 2,6                      |       | Чёрные (100 %). |
| Чатем (Chatham)                  | 7,69          | 31,4                     |       | Чёрные (96,6 %), белые (1,2 %), латиносы (0,9 %), азиаты (0,3 %). |
| Ист-Сайд (East Side)             | 7,25          | 23,8                     |       | Латиносы (79,8 %), белые (17 %), чёрные (2,9 %), азиаты (0,1 %). В районе имеются общины мексиканцев, поляков, сербов, хорватов и словенцев.                                                                                              |
| Саут-Диринг (South Deering)      | 23,03         | 15,3                     |       | Чёрные (65,1 %), латиносы (29,9 %), белые (3,9 %), азиаты (0,1 %). В районе имеются общины мексиканцев, поляков и ирландцев. |
| Пулмен (Pullman)                 | 12,58         | 6,5                      |       | Чёрные (82,8 %), латиносы (8,5 %), белые (7,1 %), азиаты (0,5 %). В районе имеются общины мексиканцев, поляков и итальянцев. Чёрные сконцентрированы в районах Норт-Пулмен (North Pullman) и Коттедж-Гроув-Хайтс (Cottage Grove Heights). |
| Роузленд (Roseland)              | 12,58         | 42,5                     |       | Чёрные (96,1 %), белые (1,3 %), латиносы (1,1 %), азиаты (0,4 %). В районе имеются общины мексиканцев, поляков и итальянцев. |
| Хегвиш (Hegewisch)               | 12,38         | 9,0                      |       | Латиносы (47,5 %), белые (45,5 %), чёрные (6,3 %), азиаты (0,1 %). В районе имеются общины мексиканцев, греков, поляков и арабов. |
| Ривердейл (Riverdale)            | 8,70          | 7,1                      |       | Чёрные (94,2 %), латиносы (3,9 %), белые (1,1 %), азиаты (0,4 %). В районе имеются общины мексиканцев и итальянцев. |
| Вест-Пулмен (West Pullman)       | 9,27          | 28,0                     |       | Чёрные (93,4 %), латиносы (4,8 %), белые (1 %), азиаты (0,2 %). В районе имеется община армян. |

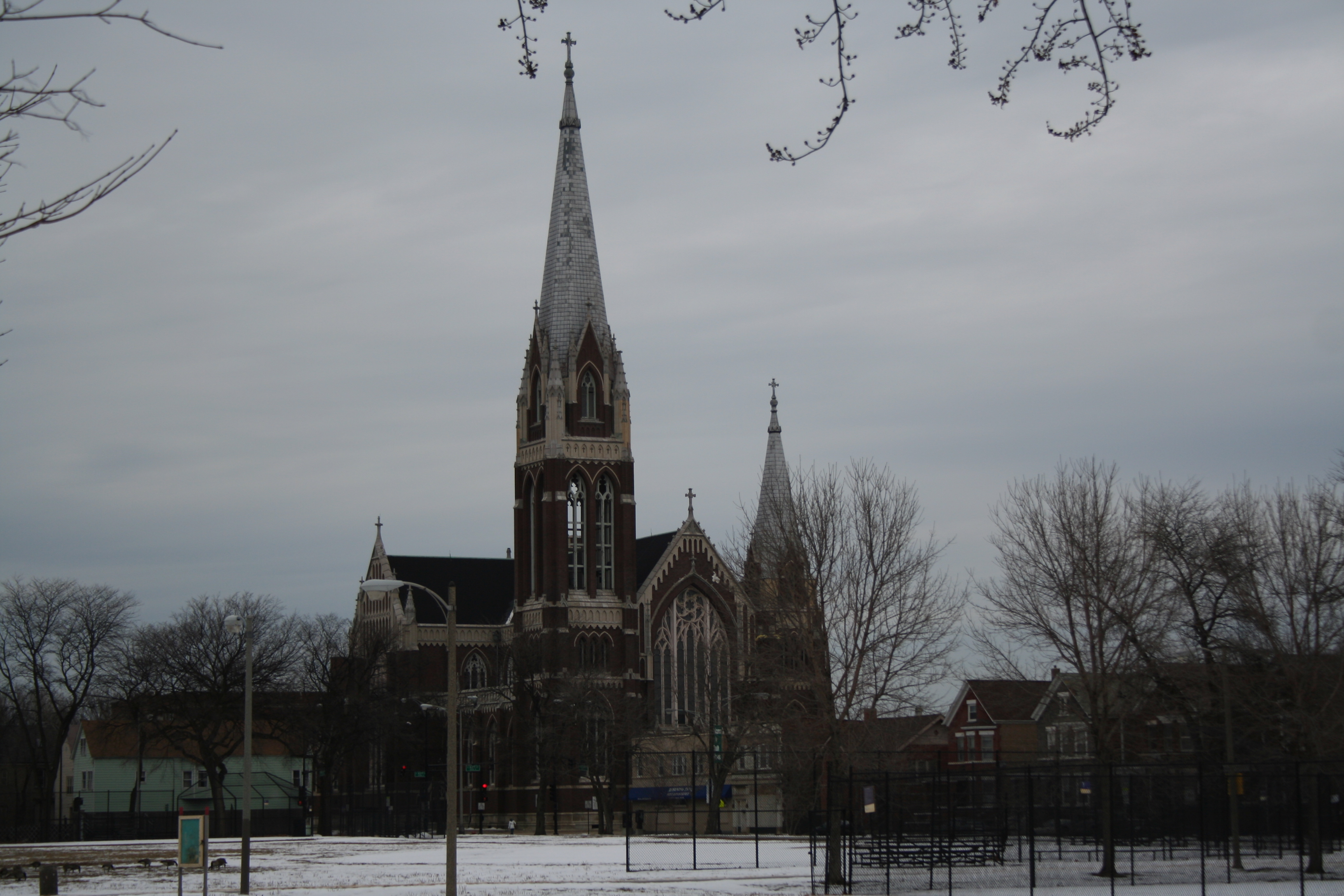
Польский квартал (Саут-Чикаго)
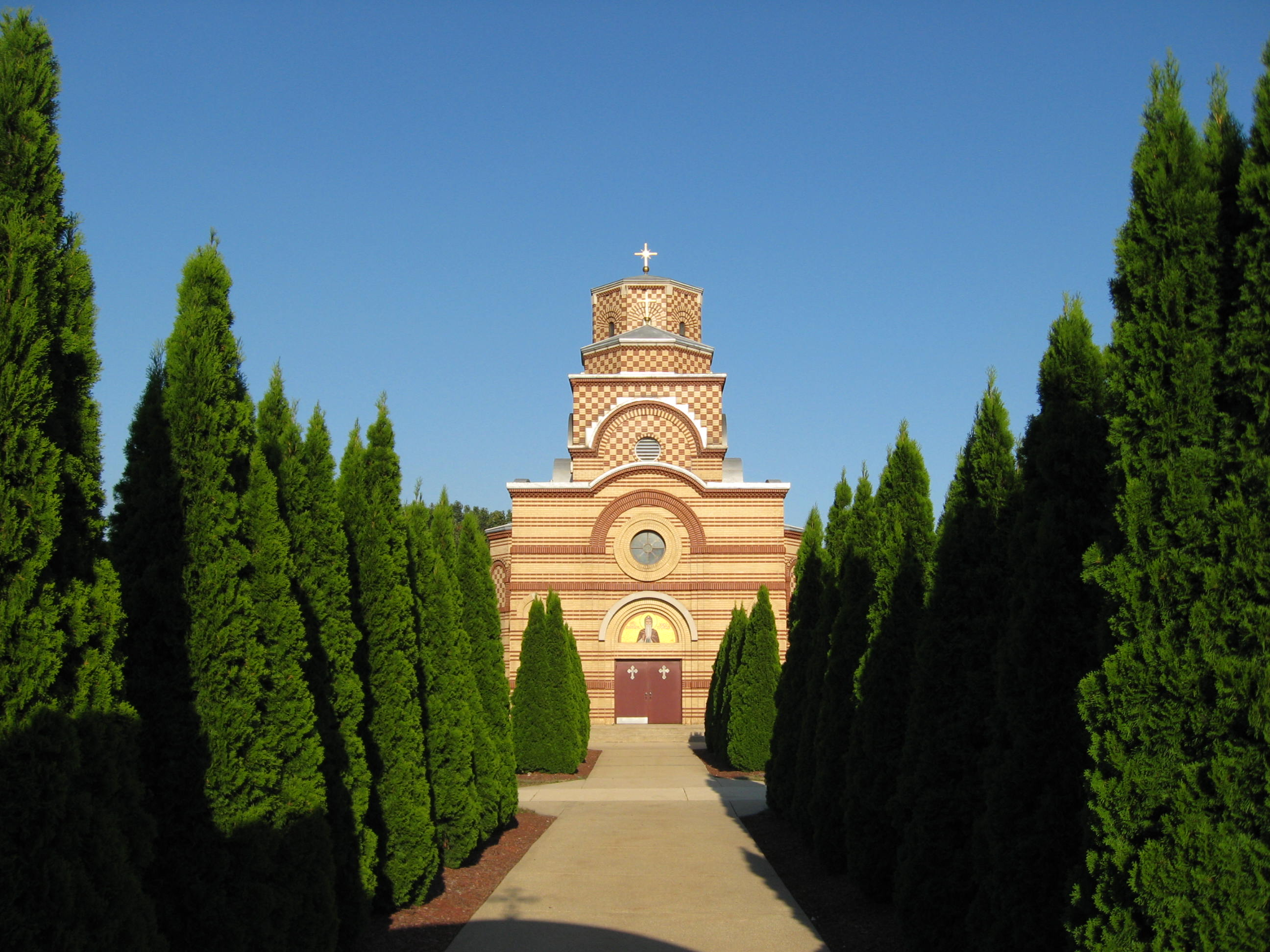
Сербский квартал (Ист-Сайд)
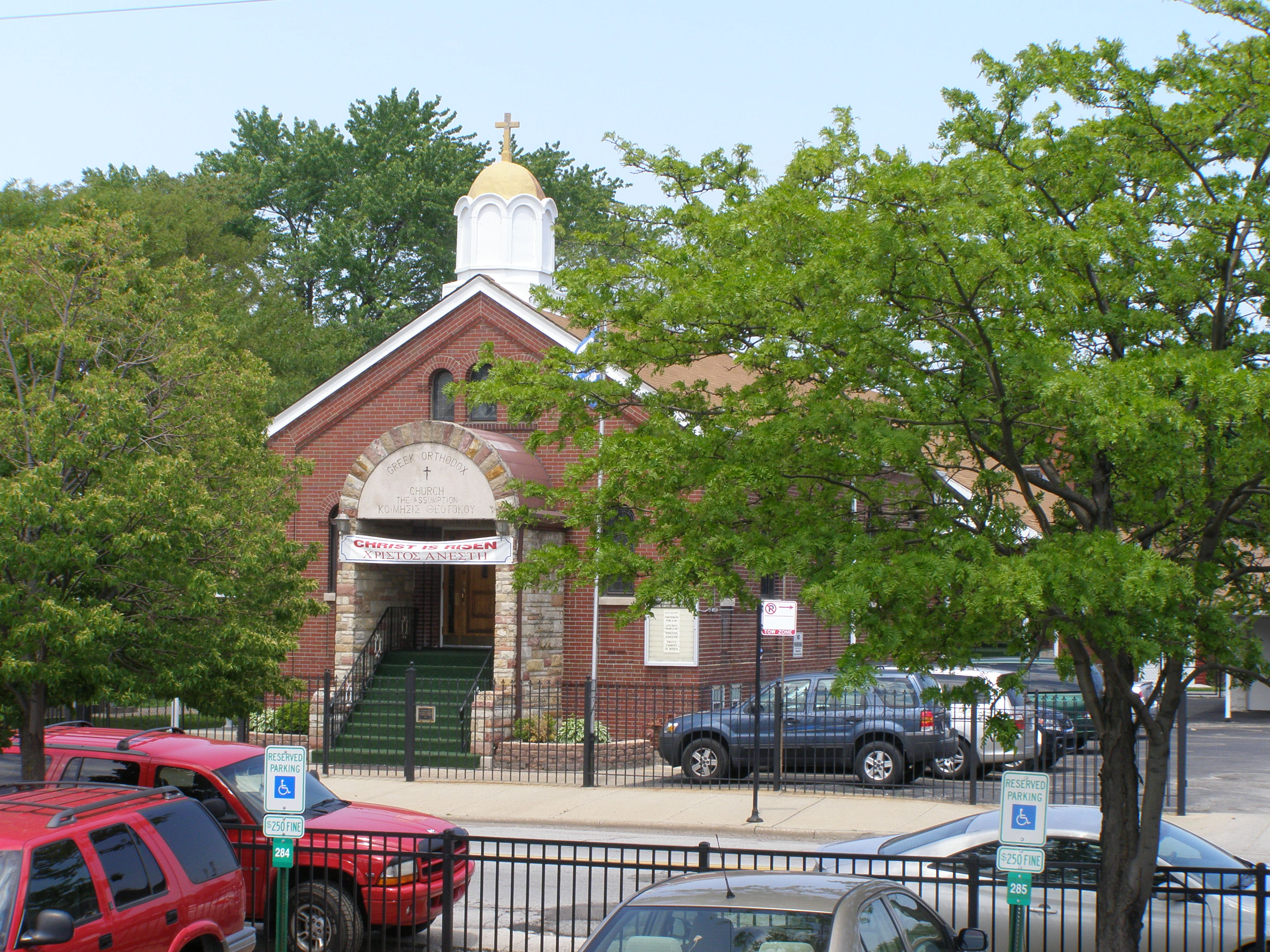
Греческий квартал (Хегвиш)
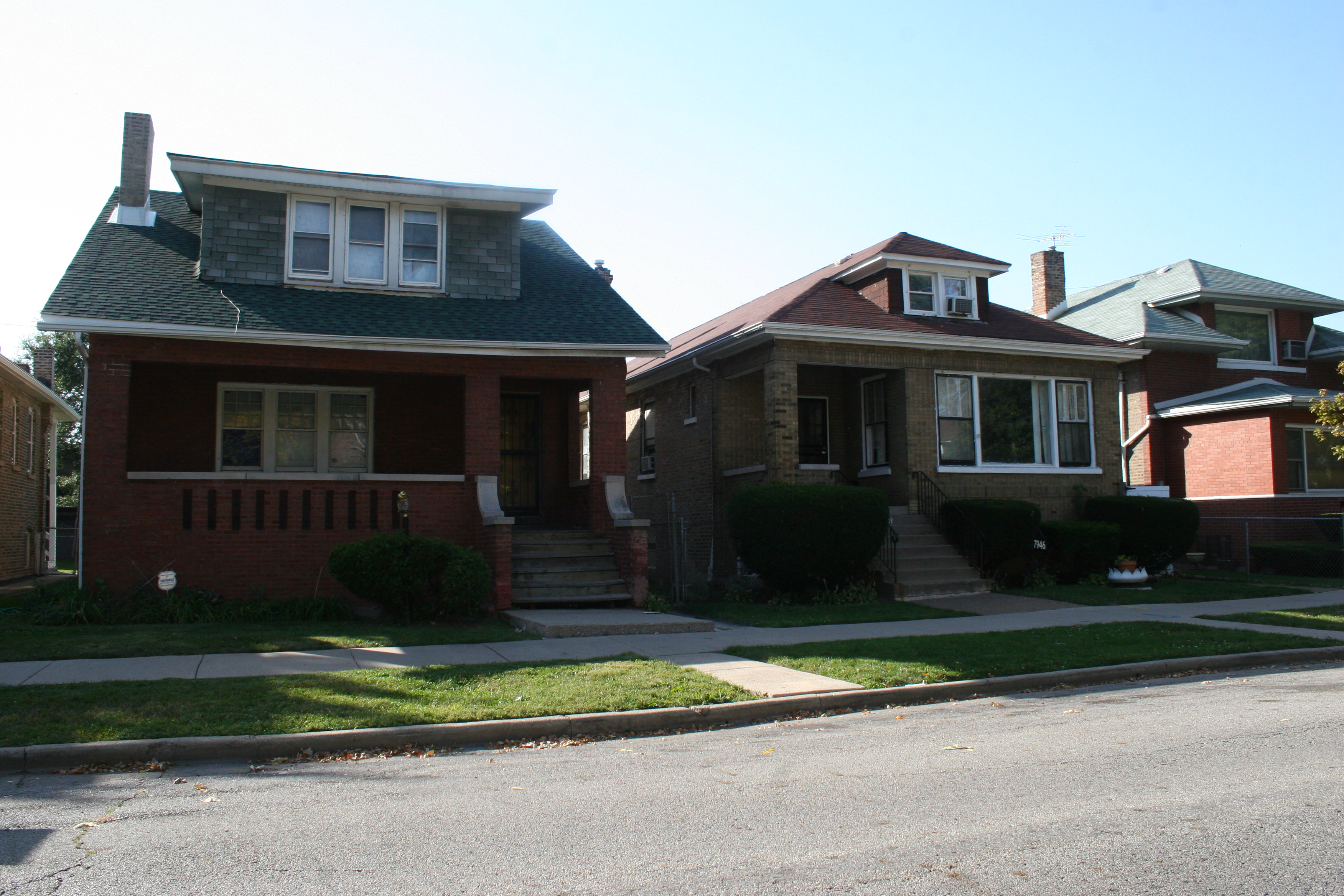
Чёрный квартал (Чатем)